# Powiat Bańska Szczawnica
Powiat Bańska Szczawnica (słow. Okres Banská Štiavnica) – słowacka jednostka podziału administracyjnego znajdująca się w Kraju bańskobystrzyckkim. Powiat Bańska Szczawnica zamieszkiwany jest przez 16 638 obywateli (31 grudnia 2010) i zajmuje obszar 278 km². Średnia gęstość zaludnienia wynosi 56,92 osób na km².

## Miejscowości

### Miasta
- Bańska Szczawnica

### Wsie
- Banská Belá
- Banský Studenec
- Baďan
- Beluj
- Dekýš
- Ilija
- Kozelník
- Močiar
- Podhorie
- Počúvadlo
- Prenčov
- Svätý Anton
- Štiavnické Bane
- Vysoká

## Stosunki etniczne
- Słowacy – 95,0%
- Romowie – 1,8%
- Czesi – 0,5%

### Stosunki wyznaniowe
- katolicy – 69,2%
- luteranie – 9,0%
- grekokatolicy – 0,9%